# Моника Люински
Моника Люински (на английски: Monica Lewinsky) е американка, известна със скандала, породен от разкриване на сексуалната ѝ авантюра с президента Бил Клинтън, докато работи в Белия дом като стажантка.
Заявява пред съда, че е имала само орален секс с президента в Овалния кабинет в периода между ноември 1995 и март 1997 г. Извънбрачната афера и нейното шумно разследване водят до процедура по импийчмънт на държавния глава през 1998 г. След 21-дневен процес в Сената, Клинтън е освободен от всички обвинения, включително за лъжесвидетелство и възпрепятстване на правосъдието.

## Биография
Родена е в Сан Франциско, но израства в Бевърли Хилс, Лос Анджелис. По произход тя е еврейка. Баща ѝ, от семейство на немски евреи, е роден в Салвадор. Майка ѝ също е от еврейски произход, от семейството на изселника от Литва Самуел Виленски и жена му Брони Полищук (от Русия), имигрирали в САЩ. Има магистърска степен по психология.

## Развитие на скандала
Историята започва през 1995 г., когато 21-годишната Моника Люински, току-що завършила колежа „Люис и Кларк“, постъпва на работа в Белия дом като стажантка по време на първия мандат на Бил Клинтън. От този период датира и тяхната сексуална връзка. След като техните взаимоотношения започват да се охлаждат и Моника напуска Белия дом, за да работи в Пентагона, тя споделя със своята приятелка и колежка Линда Трип подробности за аферата си с президента. Трип записва телефонните им разговори и ги изважда наяве, когато разбира, че във връзка с казуса „Пола Джоунс“ Люински е подписала клетвена декларация, с която отрича всякакви взаимоотношения с Бил Клинтън. Записите попадат при Кенет Стар, който разследва държавния глава по редица обвинения – аферите Уайтуотър, Файлгейт и Травългейт.
Новината за аферата „Люински“ се появява за първи път в медиите на 17 януари 1998 г., а на 21 януари след публикация във вестник Вашингтон Поуст скандалът избухва с пълна сила. Клинтън отрича, но поради шумния медиен отзвук историята не може да се потули и Конгресът настоява за обяснения. На 26 януари, видимо притеснен, президентът дава пресконференция в Белия дом, по време на която държи прочувствена реч и напълно отрича сексуалните си взаимоотношения с Моника Люински. Първата дама Хилари Клинтън публично го подкрепя и заявява в едно телевизионно предаване, че целият компромат всъщност е част от крупен план за дискредитиране на президента от страна на десницата, който е в сила от деня на встъпването му в длъжност.
В последвалите месеци широко се спекулира дали президентът не е излъгал и по този начин възпрепятствал правосъдието, но липсват сигурни доказателства освен записите, тъй като Моника Люински отказва да коментира аферата. Събитията са катализирани на 22 май 1998 г., след като федерален съд в САЩ постановява, че агенти на Сикрет Сървис могат да бъдат принудени да свидетелстват пред Върховния съд във връзка със скандала. На 28 юли Люински най-накрая признава за сексуалната връзка с президента, като осигурява на Кенет Стар и доказателство за нея – синя рокля с петна от семенна течност по нея (Линда Трип я посъветвала да я запази, без да я чисти). Това е решаващото доказателство за вината на Клинтън, тъй като ДНК анализът може да опровергае неговото изказване от 26 януари.
На 17 август пред съдебни заседатели Клинтън прави самопризнание, че е имал „непристойни физически взаимоотношения“ с Моника Люински. Същата вечер прави и телевизионно обръщение, в което заклеймява връзката си със стажантката като грешка. Той обаче не се признава за виновен за умишлено подвеждане на публиката, като обяснява, позовавайки се на различни законови дефиниции, че терминът „сексуални взаимоотношения“ изключва пасивния аспект на оралния секс. Погледнато от тази гледна точка, той не следва да бъде обвинен в публична лъжа за отношенията си с Люински. След събирането на още доказателства, Клинтън е обвинен в неуважение към съда, отнет му е лицензът за юридическа практика и е глобен с 90 000 долара. В крайна сметка обаче след 21-дневен процес, на заседанието на 12 февруари 1999 г. Сенатът отхвърля предложението за импийчмънт от 19 декември 1998 г. с 55 гласа „невинен“ срещу 45 „виновен“.